# 井上辰夫

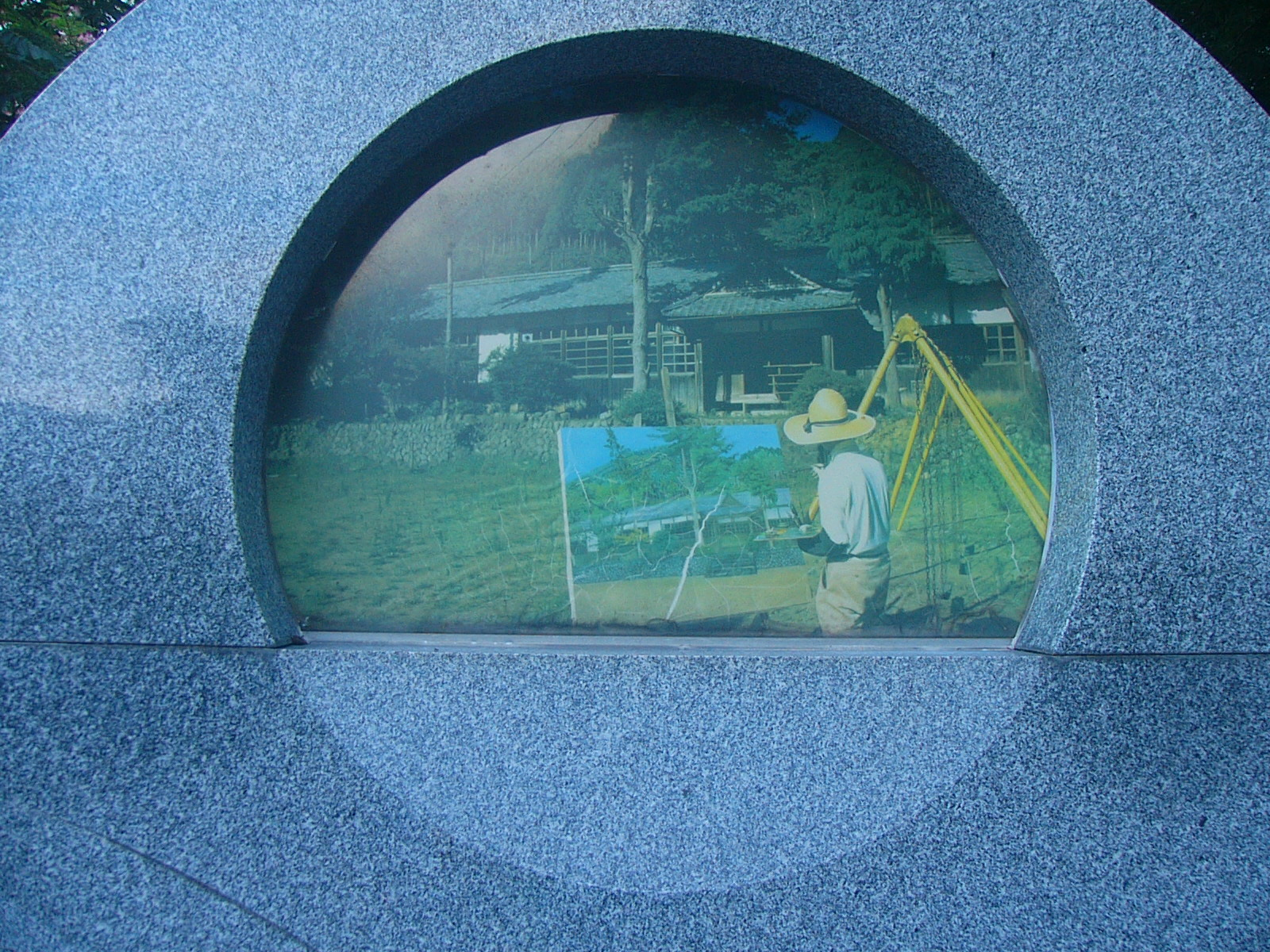

井上 辰夫（いのうえ たつお、1916年 - 1997年）は、福島県出身の日本の画家。京都府船井郡瑞穂町（現・京丹波町）で暮らしながら、隣町に建設予定の日吉ダムで沈むことになった天若地区に3年通いつめ、住民や民家の情景を油絵で描写したことで特に知られている。

## 経歴
1916年、福島県岩瀬郡稲田村（現・須賀川市）で生まれる。1934年、福島県立岩瀬農学校（現・福島県立岩瀬農業高等学校）卒業後、画家を志して上京、東京の本郷絵画研究所に入り岡田三郎助（東京美術学校教授）に師事した。翌年、日本大学専門部芸術科（現・日本大学藝術学部）に入学、木村荘八に指導を受けたが1937年に大学を中退し兵役に就かざるをえなかった。
太平洋戦争後の1946年に復員すると妻の実家のある京都府船井郡瑞穂町（現・京丹波町）に移住。京都美術研究所で須田国太郎に師事し、さらに1954年には中央美術学園に入り郡山三郎から指導を受け、1955年に卒業した。1985年頃から日吉ダム建設で沈む予定の天若地区の風景を描き始め、1997年、ダム完成を待たず病気により死去。

## 主な作品
※出典は日吉町郷土資料館『井上辰夫－消えゆく風景をキャンバスに－』による。
- 『万燈山』（第17回独立展入選）
- 『兎のマラソン』（第2回スポーツ芸術展入選）
- 『聖火を運ぶ兎』（第3回アジア競技大会芸術展入選）
- 『ダリヤ』（第19回福知山市展奨励賞受賞）
- 『日吉ダムで消える天若の民家』（サロン・ド・パリ賞受賞）
- 『日吉ダムで消える天若の学舎』（南丹市日吉町郷土資料館所蔵）

## 参考資料
- 『井上辰夫－消えゆく風景をキャンバスに－』（南丹市日吉町郷土資料館展示会図録）日吉町郷土資料館, 2007
- 井上辰夫「日吉ダムで消える天若の家」『丹の街』6号 pp.46-47 亀岡市: 岡崎写真企画,1986
- 井上辰夫「天若の風景『丹の街』9号 pp.91-93 亀岡市: 岡崎写真企画,1987